# Ташкентская улица (Москва)
Ташке́нтская улица (название утверждено 13 декабря 1967 года) — улица в Москве в районе Выхино-Жулебино Юго-Восточного административного округа между Рязанским проспектом и улицей Чугунные Ворота. Улицу пересекают Ферганская улица и Волгоградский проспект. Слева примыкает Ташкентский переулок. Заканчивается улица напротив северо-восточного входа в Кузьминский парк.

## Об улице
Названа по городу Ташкент, столице Республики Узбекистан. Название присвоено после разрушительного Ташкентского землетрясения 1966 года, когда многие москвичи участвовали в восстановлении города.

## Примечательные здания и сооружения
По нечётной стороне:
- № 9 — выставочный зал «Выхино».
- № 21 — ЕИРЦ «Выхино».
- № 29/179 — жилой дом. Здесь в 1968—2012 годах жил скульптор В. В. Глебов-Вадбольский[2].

По чётной стороне:
- № 18, корп. 4 — Московский государственный гуманитарный университет (МГГУ) имени М. А. Шолохова.
- № 26, корп. 2 — учебно-спортивный центр РОСТО Юго-Восточного административного округа.
- № 28 — 19-й таксомоторный парк.

Улицу обслуживают школы №№ 1937 и 895, а также центр образования № 1420, детские сады №№ 816, 756 и 1734, почтовые отделения №№ 109444 и 109472, поликлиника № 45, библиотека № 213 и детская библиотека № 121, многочисленные аптеки, продуктовые магазины, магазины одежды и обуви.

## Транспорт
- По улице ходят маршруты автобусов: № е70, с799, 143, 429, м78, 731, 159, 208, 209, 580, 569, т63, Н7.
- Ближайшие станции метро — «Юго-Восточная», «Выхино».
- Ближайшая железнодорожная платформа — «Выхино».